# Communauté de communes Vallée de l'Ubaye Serre-Ponçon
La communauté de communes Vallée de l'Ubaye Serre-Ponçon est une communauté de communes française située dans le département des Alpes-de-Haute-Provence en région Provence-Alpes-Côte d'Azur.

## Historique
En application de la loi no 2015-991 du 7 août 2015 portant nouvelle organisation territoriale de la République, dite « loi NOTRe », la communauté de communes Vallée de l'Ubaye Serre-Ponçon a été créée au 1er janvier 2017 par arrêté préfectoral du 16 décembre 2016. Elle est formée par fusion de la communauté de communes Vallée de l'Ubaye (hormis Pontis) et de la communauté de communes Ubaye Serre-Ponçon.

## Territoire communautaire

### Géographie
La communauté de communes est située du nord du département des Alpes-de-Haute-Provence, dans l'arrondissement de Barcelonnette.

### Composition
La communauté de communes est composée des 13 communes suivantes :

| Nom                     | Code Insee | Gentilé        | Superficie (km2) | Population (dernière pop. légale) | Densité (hab./km2) |
| ----------------------- | ---------- | -------------- | ---------------- | --------------------------------- | ------------------ |
| Barcelonnette (siège)   | 04019      | Barcelonnettes | 16,42            | 2 528 (2022)                      | 154                |
| La Condamine-Châtelard  | 04062      | Condaminois    | 56,08            | 156 (2022)                        | 2,8                |
| Enchastrayes            | 04073      | Enchastrayens  | 44,19            | 397 (2022)                        | 9                  |
| Faucon-de-Barcelonnette | 04086      | Fauconnais     | 17,42            | 293 (2022)                        | 17                 |
| Jausiers                | 04096      | Jausierois     | 107,73           | 1 142 (2022)                      | 11                 |
| Le Lauzet-Ubaye         | 04102      | Lauzetans      | 66,26            | 212 (2022)                        | 3,2                |
| Méolans-Revel           | 04161      | Méovellans     | 127,74           | 323 (2022)                        | 2,5                |
| Saint-Paul-sur-Ubaye    | 04193      | Saint-Paulois  | 205,55           | 195 (2022)                        | 0,95               |
| Saint-Pons              | 04195      | Saint-Ponais   | 32,06            | 613 (2022)                        | 19                 |
| Les Thuiles             | 04220      | Thuilois       | 32,8             | 365 (2022)                        | 11                 |
| Ubaye-Serre-Ponçon      | 04033      |                | 62,48            | 796 (2022)                        | 13                 |
| Uvernet-Fours           | 04226      | Uvernetais     | 135,44           | 502 (2022)                        | 3,7                |
| Val d'Oronaye           | 04120      |                | 109,45           | 98 (2022)                         | 0,9                |

### Démographie
| 2013 | 2014  |
| ---- | ----- |
| -    | 7 921 |

## Administration

### Siège
Le siège de la communauté de communes est situé à Barcelonnette.

### Présidence
| Nom | Nom            | Parti | Début | Fin         | Fonctions |
| --- | -------------- | ----- | ----- | ----------- | --- |
|     | Sophie Vaginay | RN    | 2017  | En fonction | Conseillère départementale du canton de Barcelonnette (2015-) Adjointe au maire de Barcelonnette (2014-2020) Maire de Barcelonnette (2020-) |